# ريتشارد بيتر
ريتشارد بيتر (بالإنجليزية: Richard Peter)‏ (و. 1895 – 1977 م) هو مصور، وصحفي من ألمانيا الشرقية . ولد في سيليزيا .
وهو عضو في Socialist Unity Party of Germany .
توفي في دريسدن.